# Hojjatullah Abdolmaleki

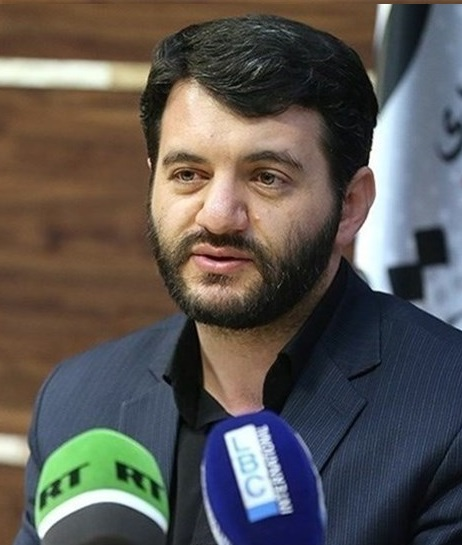
Hojjatullah Abdolmaleki (2011)

Hojjatullah Abdolmaleki (persisch حجت‌الله عبدالملکی; geb.  * 25. April 1981 in Schahr-e Rey) ist ein iranischer Politiker. Er war von Ende August 2021 bis zu seinem Rücktritt Mitte Juni 2022 Minister für Genossenschaften, Arbeit und soziale Wohlfahrt.

## Leben
Abdolmaleki promovierte an der Universität Isfahan und unterrichtete danach an der Privatuniversität Imam Sadiq in Teheran. Er war der jüngste Minister in der Regierung von Ebrahim Raisi.
Ali Chamenei, der iranische Oberster Führer, ernannte Abdolmaleki am 5. Oktober 2020 zum Vorstandsmitglied der Hilfsstiftung Imam-Khomeini.